# Амбар Љубице Тодоровић у Тупанцима
Амбар Љубице Тодоровић у Тупанцима представља непокретно културно добро као споменик културе.
Амбар, као најраспростењенија врста привредних зграда, служи за чување жита. Амбар у Тупанцима је у потпуности направљен од дрвета, димензија 3,60x2,50 и висине 1,90 метра. Подигнут на правоугаоној основи чије темењаче су ослоњене једним делом на земљи, а другим на камену. Кров је тросливан, са полукружним засведеним чеоним делом, где је као покривач бибер цреп, причвршћен ручно кованим закивцима.